# Direito penal internacional
Direito penal internacional é um ramo do direito internacional que tem como objectivo primordial salvaguardar os direitos humanos, quer internos ou externos.